# Mark Povinelli
Mark Povinelli (* 9. August 1971 in Elyria, Ohio) ist ein US-amerikanischer Schauspieler italienischer Abstammung. Aufgrund Kongenitaler Spondyloepiphysärer Dysplasie, einer Form des Minderwuchses, hat er eine Körpergröße von 1,15 m.

## Leben und Karriere
Mark Povinelli wurde als jüngstes von vier Kindern in Elyria, im US-Bundesstaat Ohio geboren. Seine Eltern und Geschwister haben durchschnittliche Körpergrößen. Nach der Schule besuchte Povinelli die Miami University, die er mit zwei Bachelors in Massenkommunikation und Theater 1993 erfolgreich abschloss. Danach wirkte er zunächst in einigen Bühnenstücken mit, etwa von William Shakespeare und Ben Jonson.
In Film und Fernsehen ist Povinelli seit 1998 zu sehen. In der Anfangszeit war er vor allem in Gastrollen, etwa in Dharma & Greg, Charmed – Zauberhafte Hexen und Allein unter Nachbarn zu sehen. 2004 wirkte er in Robert Zemeckis Der Polarexpress mit. Danach folgten wieder vermehrt Serienauftritte, wie in Hotel Zack & Cody, Cold Case – Kein Opfer ist je vergessen, Ehe ist…, Boardwalk Empire, Modern Family und Criminal Minds.
2011 spielte Povinelli im Film Wasser für die Elefanten die Rolle des Kinko. Im Jahr darauf Half Pint in Spieglein Spieglein – Die wirklich wahre Geschichte von Schneewittchen. Im selben Jahr spielte er Todd in der kurzlebigen Sitcom Are You There, Chelsea?. Weitere wiederkehrende Rollen folgten vor allem in der jüngeren Vergangenheit, wie in Mad Dogs und Still the King.
Povinelli ist seit 2014 wöchentlich in der Radio-Talkshow Perfectly Imperfect Radio zu hören. Er ist mit Heather Davis verheiratet. Zusammen haben sie zwei Kinder und leben in Los Angeles.

## Filmografie (Auswahl)
- 1998: The Naked Man
- 2001: Dharma & Greg (Fernsehserie, Episode 4x21)
- 2002: Allein unter Nachbarn (The Hughleys, Fernsehserie, Episode 4x13)
- 2002: The Nick Cannon Show (Fernsehserie, 2 Episoden)
- 2003: Die Parkers (Parkers, Fernsehserie, Episode 4x14)
- 2003: Charmed – Zauberhafte Hexen (Charmed, Fernsehserie, Episode 5x17)
- 2003: Tiptoes
- 2003: A Light in the Forest
- 2004: Der Polarexpress (The Polar Express)
- 2006: Hotel Zack & Cody (The Suite Life of Zack and Cody, Fernsehserie, 1x26)
- 2007: Fantastic Movie
- 2008: Stone & Ed
- 2008: Beer for My Horses
- 2009: It’s Always Sunny in Philadelphia (Fernsehserie, 2 Episoden)
- 2010: Cold Case – Kein Opfer ist je vergessen (Cold Case, Fernsehserie, Episode 7x14)
- 2010: Ehe ist… (Til Death, Fernsehserie, 2 Episoden)
- 2010: Boardwalk Empire (Fernsehserie, Episode 1x05)
- 2011: Modern Family (Fernsehserie, Episode 2x12)
- 2011: Wasser für die Elefanten (Water for Elephants)
- 2012: Spieglein Spieglein – Die wirklich wahre Geschichte von Schneewittchen (Mirror Mirror)
- 2012: Are You There, Chelsea? (Fernsehserie, 12 Episoden)
- 2012: Criminal Minds (Fernsehserie, Episode 8x19)
- 2013: The Hot Flashes
- 2013: Gangster Chronicles
- 2013: Anger Management (Fernsehserie, Episode 2x35)
- 2015: Hund mit Blog (Dog with a Blog, Fernsehserie, Episode 3x23)
- 2015–2016: Mad Dogs (Fernsehserie, 8 Episoden)
- 2016: Still the King (Fernsehserie, 2 Episoden)
- 2016–2017: Sigmund and the Sea Monsters (Fernsehserie, 7 Episoden)
- 2017: Lessons: In Breaking Up
- 2018: My Dinner with Hervé (Fernsehfilm)
- 2021: Nightmare Alley